# Суперкуп Украјине у фудбалу
Суперкуп Украјине у фудбалу (енгл. Суперкубок України з футболу) је фудбалски суперкуп Украјине који играју освајачи Премијер лиге и Купа Украјине. Ово такмичење је основано 2004. године и најуспешнији клубови су Динамо Кијев и Шахтар Доњецк са по 9 освојених трофеја.
Домаћин поља је одређен жребом.

## Успешност клубова
| Клуб             | Победник | Финалиста | Године                                               |
| ---------------- | -------- | --------- | ---------------------------------------------------- |
| Шахтар           | 9        | 8         | 2005, 2008, 2010, 2012, 2013, 2014, 2015, 2017, 2021 |
| Динамо Кијев     | 9        | 6         | 2004, 2006, 2007, 2009, 2011, 2016, 2018, 2019, 2020 |
| Ворскла Полтава  | —        | 1         |                                                      |
| Таврија          | —        | 1         |                                                      |
| Металург Доњецк  | —        | 1         |                                                      |
| Черноморец Oдеса | —        | 1         |                                                      |